# 貝西迪夫卡
46°53′56″N 35°53′40″E / 46.89889°N 35.89444°E
贝西迪夫卡（烏克蘭語：Бесідівка）是位於烏克蘭東南部的村莊，由扎波羅熱州梅利托波爾區的新瓦西里夫卡市鎮負責管轄。該村距離漢諾-奧潘林卡1公里，始建於1887年，面積0.68平方公里，海拔高度72米，2001年人口93。